# 征矢匠
征矢 匠（そや たくみ、1987年8月4日 - ）は、日本のプロレスラー。 リングネームはローメンマン。
実兄にプロレスラーの征矢学がいる。

## 経歴
高校時代は柔道、大学時代は総合格闘技の道場で空手をベースにした格闘技を経験（柔道初段、空手初段）。兄が所属している全日本プロレスの武藤塾番外編新人オーディションで合格。オーディション時にまだ学生だった為、大学卒業後の2010年4月に全日本プロレスに正式入団。
2011年1月2日、実兄である学とのデビュー戦が決定。兄同様上背はあまり高くないが、新人とは思えないビルドアップされた肉体を披露。アジアタッグ王者の兄を相手に物怖じせず立ち向かい、空手仕込みのローリングソバットを繰り出した。試合後のインタビューでは目標の選手にかつての全日四天王の一人、川田利明を掲げ「ああいうバチバチやり合える選手になりたい」と語った。
3月8日の銚子大会でアゴを骨折し、9日から欠場に入った。
8月13日後楽園ホールにて復帰。船木誠勝をパートナーに、ジョー・ドーリング、レネ・デュプリと対戦した。アゴを気にする素振りが試合中多く、試合はフォール負けしてしまったが、欠場前よりも気迫のこもったファイトを見せた。8月20日札幌大会で、先輩である曹駿からプロ初勝利。その後も勝ち星を着実に増やし、学が属しているタッグチームesに噛み付くなど大人しい若手が多い中そういった強気な言動で話題を集めていく。
9月19日後楽園大会での4対4キャプテンフォール・エリミネーションマッチでは、諏訪魔、船木誠勝、近藤修司をメンバーに控えキャプテンとして対戦が決定（対戦相手チームのキャプテンは同じく若手の中之上靖文）。対戦前から「自分がリーダーから獲る」、「（中之上は）視界に入ってない、もっと上の人間と絡んで行きたい」、更には兄のワイルドキャラに対して「よく分かんない。もうちょっと元気出した方が良い」とバッサリ切り捨てるなど強気な発言を繰り返し、当日の試合では見事キャプテンの中之上からギブアップを奪いキャプテンとしてチームの勝利に貢献した。
その後順調に成長を続け、10月13日上越大会終了後、諏訪魔に「もっと上に行きたい」と世界最強タッグ決定リーグ戦出場を直訴し、最強タッグ出場と諏訪魔、近藤修司のユニット「チーム・ディストラクション」加入を実現させた。12月18日、敗れはしたがアジアタッグ王者の関本大介・岡林裕二（大日本プロレス）組が持つアジアタッグ王座に挑戦した。
2012年5月27日、後楽園ホール大会で学と初の兄弟タッグを結成するも、試合後昨年骨折した顎の状態が悪くドクターストップがかかったため引退を表明した。翌28日に31日付で引退することが正式に発表された。
2016年現在、伊那市でワイン製造業をしている。
2016年1月9日、全日本プロレス伊那大会における信州プロレスリング提供試合で覆面レスラー「ローメンマン」として現役復帰を果たす。しかし、この時はローメンマンの正体は明かされておらず、自身は来場という名目で諏訪魔・青木篤志組のセコンドについた。試合後諏訪魔から現役復帰を要請された。
その後は信州プロレス所属選手として主に南信地域での試合に出場している。
2017年5月28日、WRESTLE-1箕輪大会に参戦し、バトルロイヤルで兄・学からスクールボーイで勝利。試合後、自身がローメンマンの正体であることを明かす。

## 得意技
- ローリングソバット

空手経験者の匠が繰り出す奥の手。
- エルボー
- フロント・ネックチャンスリー

デビュー戦で披露。かつてアントニオ猪木がアントニオドライバーの名称で使用していた技。
- ザ☆オリジナル式エースクラッシャー

2011年世界最強タッグ決定リーグ戦出場において、ディストラクションの公開練習の際、近藤修司から伝授されたカッター技。実践では、11月24日、真田聖也を相手に繰り出した。
- ストレッチプラム

2012年3月20日のアジアタッグ選手権へ向け、諏訪魔に促され取得した必殺技。
- ハーフハッチ・スープレックス
- フィッシャーマンズバスター
- ペディグリー
- ジャックハマー

## 人物
- なぜか業界入り前に兄と共に西村修と食事をした事がある。
- 自身がデビューする前から、アジアタッグ王座獲得など活躍していた兄・学に対しての敵対心は激しく、やたらと噛み付いている。その姿勢を、全日本のエースである諏訪魔や上層部から評価されている。